# Mauisaurus
Mauisaurus ist eine umstrittene Gattung ausgestorbener elasmosaurider Plesiosaurier aus der Oberkreide von Neuseeland. Der Name geht zurück auf Māui, einem Halbgott aus der Mythologie der Māori. Benannt im Jahr 1874 war Mauisaurus einer der ersten von der modernen Wissenschaft entdeckten Plesiosaurier der Südhalbkugel.

## Forschungsgeschichte

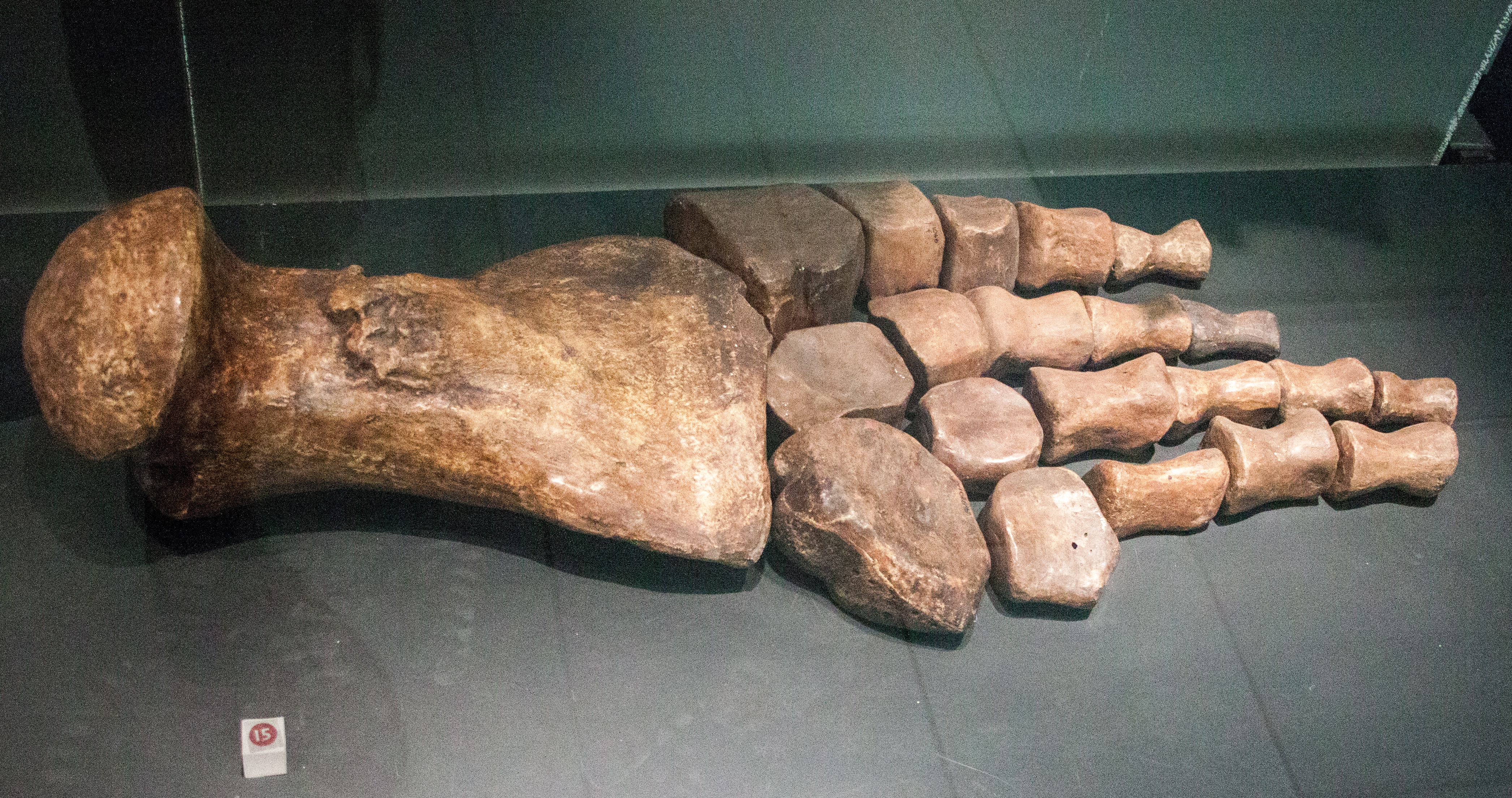
Replik des Hinterpaddels von Mauisaurus haasti.

Die Fossilien des Plesiosauriers wurden gemeinsam mit mehreren anderen Reptilresten 1869 von Julius von Haast im mittleren Campanium im Norden der Canterbury Plains geborgen und 1874 von James Hector der wissenschaftlichen Öffentlichkeit erstmals vorgestellt. Hector beschrieb zwei Arten, Mauisaurus haasti und Mauisaurus brachiolatus. M. haasti basiert auf verschiedenen Exemplaren vom Jed River bei Cheviot, dem Haumuri Bluff, sowie dem Waipara River. M. brachiolatus wiederum geht auf Reste vom Haumuri Bluff und Heathstock zurück.
Das M. haasti Exemplar des Jed Rivers wurde von Hector ursprünglich als Vorderpaddel und Schultergürtel identifiziert. Tatsächlich handelt es sich aber um ein Hinterpaddel sowie Teile des Scham- und Darmbeins. Samuel Paul Welles hat dieses Exemplar 1962 als Lectotyp der Art designiert. Ein weiteres Paddel und einige Wirbel von Haumuri Bluff sind verschollen. Eine Serie an Halswirbeln und weitere Knochen vom gleichen Fundort wurden ursprünglich ebenfalls Mauisaurus zugeordnet, lassen sich aber nicht eindeutig bestimmen. Eine Reihe an Rückenwirbeln vom Waipara River gelten als Paralectotyp. Ein offenbar auf hoher See verschollenes Kieferfragment stammte wohl tatsächlich von einem Mosasaurier.
Dass es sich bei M. brachiolatus um eine eigenständige Art handelt, wurde bereits von Welles (1962) angezweifelt. Welles und D. R. Gregg haben in einer späteren Arbeit die Funde von M. brachiolatus, dem ebenfalls von Hector benannten Plesiosaurus australis sowie mehrere andere Exemplare von verschiedenen Fundorten in Neuseeland M. haasti zugeordnet.
Norton Hiller und Kollegen haben 2005 einige der ursprünglich Mauisaurus zugeordneten Funde als unbestimmbar bezeichnet, stattdessen aber einige neue Exemplare zu Mauisaurus gestellt, darunter ein fast vollständiges Skelett. Letzteres gilt allerdings mittlerweile als ein Exemplar von Tuaringasaurus.
Verschiedene Wissenschaftler haben über die Jahrzehnte nicht nur neuseeländische Fossilien, sondern auch Funde aus Antarktika, Chile und Großbritannien Mauisaurus zugeordnet. Aber auch diese gelten entweder als unbestimmbar oder als Mitglieder anderer Gattungen.
Hiller mit Kollegen sieht schließlich auch M. haasti als nomen dubium und demnach als nicht eindeutig unterscheidbar von anderen Elasmosauriden.

## Beschreibung und Systematik

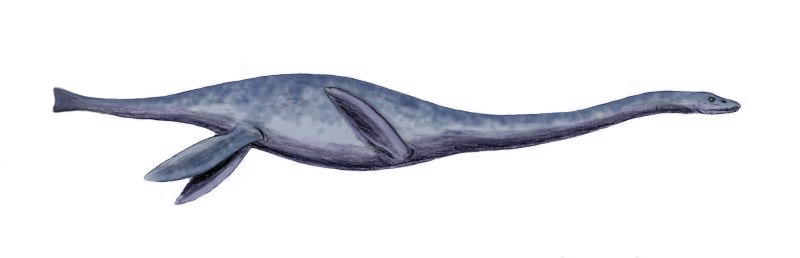
Hypothetische Lebendrekonstruktion von Mauisaurus haasti.

Mauisaurus haasti zeigt Gemeinsamkeiten mit Arten der Unterfamilie Aristonectinae wie Aristonectes quiriquinensis und Kaiwhekea katiki, darunter die Gestalt des Oberschenkelknochens und des „Fußgelenks“. Die Proportionen der Knochen des „Unterschenkels“ ähneln eher derer anderer Elasmosauriden wie Hydrotherosaurus alexandrae oder Styxosaurus browni.